# المشوهة (أسلم)

تعديل مصدري - تعديل

المشوهة هي إحدى قرى عزلة أسلم اليمن بمديرية أسلم التابعة لمحافظة حجة، بلغ تعداد سكانها 243 نسمة حسب تعداد اليمن لعام 2004.